# Jechał Kozak za Dunaj
Jechał Kozak za Dunaj (ukr. Їхав козак за Дунай, Jichaw kozak za Dunaj) – ukraińska pieśń ludowa, znana od XVIII wieku.
Za autora pieśni uznaje się Semena Klimowskiego, Kozaka z pułku charkowskiego, który miał skomponować ją po bitwie pod Połtawą i upadku Hetmanatu. Muzykę do niej komponowali twórcy zachodnioeuropejscy, w tym Ludwig van Beethoven (pod tytułem Schöne Minke) czy Tommaso Traetta.